# Polytrichum subremotifolium
Polytrichum subremotifolium är en bladmossart som beskrevs av Geheeb och Georg Ernst Ludwig Hampe 1881. Polytrichum subremotifolium ingår i släktet björnmossor, och familjen Polytrichaceae. Inga underarter finns listade i Catalogue of Life.